# Алфер'єв Петро Федорович
Алфер'єв Петро Федорович (24 червня 1893, село Федоровське, Юр'їв-Польський повіт, Владимирська губернія, Російська імперія — 13 липня 1942, М'ясний Бір, Ленінградська область, РРФСР, СРСР) — радянський воєначальник, генерал-майор (1940). Загинув під час Другої світової війни.

## Біографія
Народився в селянській сім'ї у Владимирській губернії. Закінчив міське училище у місті Переяславль-Залєський. Учасник Першої світової війни, поручик.
Із 1919 року служив в Червоній армії, командував запасним стрілецьким полком під час Громадянської війни в Росії. Після війни — начальник штабу стрілецького полку. У 1925 році закінчив Військову академію імені М. В. Фрунзе. У 1929 році закінчив курси удосконалення командного складу при тій же академії.
У 1926—1929 роках — начальник штабу 14-ї стрілецької дивізії. У 1929—1930 роках — працівник штабу Московського військового округу. На цій роботі познайомився з К. П. Мерецковим, який тоді був начальником штабу Московського військового округу. В подальшому Алфер'єв служив в основному під керівництвом Мерецкова. Із 1931 року — на викладацькій роботі у різних військових академіях. У 1935—1940 роках — начальник відділу бойової підготовки Забайкальського військового округу. Із 1940 року — заступник начальника управління бойової підготовки РСЧА.

### Німецько-радянська війна
На фронт Алфер'єв потрапив восени 1941 року. У вересні 1941 року командувач 34-ї армії генерал Качанов був відданий під трибунал і розстріляний. На його місце за наказом представника Ставки Мерецкова був призначений генерал Алфер'єв.
У грудні 1941 року Алфер'єв очолив оперативну групу 59-ї армії Волховського фронту. Із березня 1942 року — заступник командувача 2-ї Ударної армії. Під час прориву армії з оточення був важко поранений і потрапив у німецький полон, де й помер. Місце поховання невідоме.

## Військові звання
- Полковник (1936)
- Комбриг (2 квітня 1940)
- Генерал-майор (4 червня 1940)

## Нагороди
- Орден Вітчизняної війни 1-го ступеня (6 травня 1965; посмертно)[2]
- Орден Червоної Зірки (22 лютого 1941)[2]
- Медаль «XX років РСЧА»